# Vlci Žilina
Vlci Žilina ist ein 1925 als ŠK Žilina gegründeter Eishockeyclub aus der Stadt Žilina in der Slowakei. Er spielt seit 2019 in der slowakischen 1. Liga.

## Geschichte
Die Eishockeyabteilung des Športový klub Žilina wurde am 25. Januar 1925 gegründet. In den folgenden Jahren nahm diese an regionalen Wettbewerben teil, 1931 auch am Tatra Cup. 1949 gewann eine Nachwuchsmannschaft des Vereins die Meisterschaft seiner Altersklasse. 1950 wurde der Eishockeysport in der Tschechoslowakei reorganisiert und Žilina spielte in einer regionalen Spielklasse. 1951 gelang der Aufstieg in die nationale Spielklasse. Am Ende der Spielzeit 1951/52 belegte Iskra Slovena Žilina nur den letzten Platz der Gruppe C. Ein Jahr später stieg der Verein wieder in die zweite Spielklasse ab. Später folgte der Abstieg in die dritte Liga, bevor 1957 der Wiederaufstieg in die zweite Liga gelang. 1960/61 wiederholte sich das Geschehen mit Ab- und direktem Wiederaufstieg.
Am Ende der Spielzeit 1964/65 gewann Jednota Žilina die Gruppe D der zweiten Spielklasse und qualifizierte sich damit für die Aufstiegsspiele in die 1. Liga. In diesen belegte Jednota jedoch nur den letzten Platz. In den folgenden zwei Jahrzehnten spielte ZVL Zilina in der 1. SNHL, de slowakischen Teil der zweiten Spielklasse, und belegte meist mittlere bis hintere Platzierungen.
1983 stieg der Verein in die dritte, regionale, Spielklasse ab, schaffte aber ein Jahr später die Rückkehr in die 1. SNHL. Wiederum ein Jahr später erreichte ZVL nur den letzten Platz der Liga und stieg erneut ab. Mit der Teilung der Tschechoslowakei in zwei eigenständige Staaten wurde in der Slowakei ein neues Ligensystem eingeführt. Der inzwischen in HK VTJ Žilina umbenannte Verein wurde in die zweite Spielklasse, die 1. Liga aufgenommen. 1999 nahm der HK ŠKP Žilina das erste Mal an Aufstiegsspielen für die slowakische Extraliga teil, scheiterte aber als Sechstplatzierter. Zwei Jahre später, am Ende der Saison 2000/01, wurde Žilina als Meister der 1. Liga direkt in die Extraliga aufgenommen, in der der MsHK seither spielt.
Die Mannschaft gewann 2006 die Ligameisterschaft und nahm daher 2006/07 am IIHF European Champions Cup teil. Dabei belegte sie den zweiten Platz der Ragulin Division.
In der Saison 2018/19 stieg der Verein nach 18 Jahren Zugehörigkeit zur Extraliga in die 1. Liga ab. Im Mai 2020 wurde der Klub an die LUPIZA s.r.o. gekauft, wodurch dieser in Privateigentum überging. Einen Monat später wurde ein neues Logo vorgestellt und der Klub in Vlci Žilina umbenannt. 
Im Laufe seiner Geschichte wurde der Verein mehrfach umbenannt. Bisherige Namen waren
- Športový klub Žilina
- Sokol Slovena Žilina
- Iskra Slovena Žilina
- Dynamo Žilina
- Jednota Žilina ( - 1967)
- ZVL Žilina (1967–1993)
- Drevoindustria Žilina
- Tatran Žilina
- Hokejový klub Žilina
- VTJ Žilina Hokejový
- Klub polície Žilina
- MsHK KP Žilina
- MsHK Žilina a.s.
- MsHK Garmin Žilina a.s.
- MsHK DOXXbet Žilina
- Vlci Žilina

## Bekannte ehemalige Spieler
Zu den ehemaligen Spielern gehören unter anderem Ivan Droppa, Stanislav Gron, Michal Hreus und Ronald Petrovický, die auch in der NHL beziehungsweise der DEL spielten. Hinzu kommt mit Agris Saviels ein lettischer Nationalspieler, der in der Saison 2006/07 in Žilina spielte.

## Meisterkader 2005/06
| Trainer     | Ján Šterbák, Anton Tomko |
| Torhüter    | Miroslav Lipovský, Marek Laco |
| Verteidiger | Jan Dlouhý, Ivan Droppa, Tomáš Ficenc, Dalibor Kusovský, Tomáš Nádašdi, Martin Opatovský, Adam Ratulovský, Lukáš Sedláček, Miroslav Sekáč, Juraj Senko, Stanislav Škorvánek                                                         |
| Angreifer   | Tomáš Červený, Martin Gálik, Stanislav Gron, Michal Hreus, Jaroslav Jabrocký, Michal Kokavec, Roman Kontšek, Róbert Krajči, Václav Král, Pavol Melicherčík, Tomáš Oravec, Róbert Rehák, Gabriel Špilár, Martin Tomko, Rudolf Verčík |